# Peilgebied
Een peilgebied is een waterstaatkundige eenheid waar eenzelfde waterpeil heerst. Dit peil kan worden geregeld door een gemaal of een stuw.
Het peil in een peilgebied wordt in Nederland bepaald door het waterschap waaronder het peilgebied valt. Het is onder andere afhankelijk van het gebruik van de grond.

## zie ook
- peilbesluit